# Дуго Село
Дуго Село је град у Хрватској у Загребачкој жупанији. Према првим резултатима пописа из 2011. у граду је живело 17.531 становника, а у самом насељу је живело 10.494 становника.

## Географија
Град Дуго Село, који се простире на 51 квадратном километру чини низ насеља смештених у подножју Мартин Брега (висине 205 m), 20 километра источно од Загреба. Налази се у Загребачкој Жупанији. По попису из 2001. године у граду је живело 14.300 становника. Тада је градоначелник био Борис Махач.

## Становништво

### Град Дуго Село

#### Број становника по пописима
| Националност   | 2001.  | 1991. | 1981. | 1971. | 1961. | 1953. | 1948. | 1931. | 1921. | 1910. | 1900. | 1890. | 1880. | 1869. | 1857. |
| бр. становника | 14.300 | 9.969 | 8.192 | 6.219 | 5.096 | 4.296 | 4.088 | 4.220 | 4.055 | 4.294 | 3.694 | 3.060 | 2.423 | 2.271 | 2.094 |

- напомене:

Настао из старе општине Дуго Село.

### Дуго Село (насељено место)

#### Број становника по пописима
| Националност   | 2001. | 1991. | 1981. | 1971. | 1961. | 1953. | 1948. | 1931. | 1921. | 1910. | 1900. | 1890. | 1880. | 1869. | 1857. |
| бр. становника | 8.880 | 6.508 | 5.471 | 3.848 | 2.830 | 2.074 | 1.813 | 1.814 | 1.642 | 1.714 | 1.409 | 1.060 | 752   | 679   | 603   |

- напомене:

Садржи податке за бивше насеље Шашковец које је од 1857. до 1900. било одвојено исказано.

## Попис1991.
На попису становништва 1991. године, насељено место Дуго Село је имало 6.508 становника, следећег националног састава:
| Попис 1991.‍   | Попис 1991.‍  | Попис 1991.‍ | Попис 1991.‍ | Попис 1991.‍ |
| ------------- | ------------ | ----------- | ----------- | ----------- |
|               |              |             |             |             |
| Хрвати        | Хрвати       |             | 5.567       | 85,54%      |
| Срби          | Срби         |             | 386         | 5,93%       |
| Југословени   | Југословени  |             | 129         | 1,98%       |
| Муслимани     | Муслимани    |             | 76          | 1,16%       |
| Албанци       | Албанци      |             | 71          | 1,09%       |
| Црногорци     | Црногорци    |             | 21          | 0,32%       |
| Македонци     | Македонци    |             | 19          | 0,29%       |
| Словенци      | Словенци     |             | 19          | 0,29%       |
| Мађари        | Мађари       |             | 18          | 0,27%       |
| Роми          | Роми         |             | 10          | 0,15%       |
| Украјинци     | Украјинци    |             | 7           | 0,10%       |
| Чеси          | Чеси         |             | 4           | 0,06%       |
| Словаци       | Словаци      |             | 3           | 0,04%       |
| Бугари        | Бугари       |             | 2           | 0,03%       |
| Пољаци        | Пољаци       |             | 2           | 0,03%       |
| Руси          | Руси         |             | 2           | 0,03%       |
| остали        | остали       |             | 6           | 0,09%       |
| неопредељени  | неопредељени |             | 114         | 1,75%       |
| регион. опр.  | регион. опр. |             | 3           | 0,04%       |
| непознато     | непознато    |             | 49          | 0,75%       |
| укупно: 6.508 |              |             |             |             |

## Историја и економија
Дуго Село се развијало вековима уз раскрсницу железничких пруга Загреб — Копривница и Загреб — Славонски Брод.
Од почетка овог века већина људи овог краја бави се пољопривредном производњом. Осим ратарства, данас је посебно развијено виноградарство и воћарство на падинама Мартин Брега. Но, на самом почетку века развијају се и индустријске дјелатности. Тада су изграђени погони за производњу цигле, дрвне грађе, пекарских производа, а касније и за производњу метала..
Од произвођачких делатности најразвијенија је производња пекарских производа, и индивидуална пољопривредна производња.

## Култура
КУД «Препород» је средишња културна установа Дугог села. Настало јр 1907. године као Црквено певачко друштво, данас се састоји од фолклорне и тамбурашке секције, женске вокалне групе «Коледарице» и глумачке групе.
Традиционалне «Дугоселске јесени» одржавају се уочи 11. новембра – на Мартиње кад се обележава и Дан града Дугог Села.